# Haemulinae
Sous-famille
Les Haemulinae sont une sous-famille de poissons de la famille des Haemulidae.

## Liste des genres
Selon World Register of Marine Species (4 janvier 2025) :
- Anisotremus Gill, 1861
- Boridia Cuvier, 1830
- Brachydeuterus Gill, 1862
- Brachygenys Poey, 1868
- Conodon Cuvier, 1830
- Emmelichthyops Schultz, 1945
- Haemulon Cuvier, 1829
- Haemulopsis Steindachner, 1869
- Isacia Jordan & Fesler, 1893
- Microlepidotus Gill, 1862
- Orthopristis Girard, 1858
- Parakuhlia Pellegrin, 1913
- Paranisotremus Tavera, Acero & Wainwright, 2018
- Pomadasys Lacepède, 1802
- Rhencus Jordan & Evermann, 1896
- Xenichthys Gill, 1863
- Xenistius Jordan & Gilbert, 1883
- Xenocys Jordan & Bollman, 1890

## Systématique
Le nom valide complet (avec auteur) de ce taxon est Haemulinae Gill, 1885.
Haemulinae a pour synonyme :
- Inermiidae Jordan, 1923